# نهاد أوزدمير
نهاد أوزدمير (من مواليد 5 أبريل 1950) هو رجل أعمال تركي ومالك شركة ليماك القابضة والرئيس السابق للإتحاد التركي لكرة القدم. كان نائب الرئيس والمتحدث الصحفي لنادي كرة القدم التركي الممتاز فنربخشة.
تأسست شركة ليماك القابضة في عام 1976 على يد أوزدمير وسيزاي باكاكسي، حيث ركز أوزدمير على الأسمنت والطاقة بينما ركز باكاكسي على المطارات والسياحة. في عام 2011، أدرجت مجلة فوربس أوزديمير وباكاكسيز ضمن قائمة المليارديرات.

## حياته
متزوج ولديه طفلان. تخرج من أكاديمية أنقرة الحكومية للهندسة والعمارة (المعروفة حاليًا باسم كلية الهندسة بجامعة غازي) كمهندس ميكانيكي عالي. خلال دراسته الجامعية، عمل كمساعد لـ نجم الدين أربكان. يجيد اللغة الإنجليزية. لديه استثمارات في مجالات الصناعة والسياحة والبناء. يقيم في حي بيلكنت في أنقرة.
يمتلك شركة إنشاءات تدعى ليماك. وهو مساهم في مطار صبيحة كوكجن، مطار إسطنبول، ومطار الكويت. كان عضوًا في نادي فنربخشة برقم تسجيل 4654. كما شغل مناصب إدارية في أنقرة غوجو وفنربخشة. كما كان جزءًا من إدارات علي شن وعزيز يلدريم في فنربخشة، حيث شغل منصب نائب رئيس النادي لسنوات طويلة.
في عام 2012، أثار تصريحه بأن "من بين 20 مليون مشجع لفنربخشة، هناك 2-2.5 مليون ينتمون إلى حركة غولن" جدلًا واسعًا.
في 1 يونيو 2019، حصل على 179 صوتًا في انتخابات رئاسة الاتحاد التركي لكرة القدم، ليصبح الرئيس الخامس والثلاثين للاتحاد لمدة أربع سنوات. استقال من منصبه في 4 أبريل 2022.
في عام 2020، صرح بأن "كرة القدم التركية خالية من فضائح التلاعب في النتائج منذ 9 سنوات"، مما فُسر على أنه إشارة إلى قضية التلاعب بنتائج المباريات في تركيا 2011. بعد ردود الفعل، تم إحالته إلى لجنة الانضباط في فنربخشة بهدف طرده من النادي، لكنه استقال من عضويته قبل اتخاذ القرار.

## ثروته
أُدرج في قائمة "فوربس لأغنى المليارديرات في تركيا" لعام 2024 بثروة تقدر بـ 1.9 مليار دولار، ليحتل المرتبة 15 في القائمة.

## روابط خارجية
- المحتوى الموجود في هذه الصفحة مترجم من المقالة الإنجليزية والتركية الموجودة على ويكيبيديا في en:Nihat Özdemir وtr:Nihat Özdemir؛ راجع تاريخها للنسبة.

| ألقاب تشريفية         | ألقاب تشريفية                            | ألقاب تشريفية               |
| --------------------- | ---------------------------------------- | --------------------------- |
| سبقه يلدريم ديميرورين | رئيس الإتحاد التركي لكرة القدم 2019–2022 | تبعه سيرفيت يارديمشي (مؤقت) |